# Szew klinowo-łuskowy

Czaszka człowieka. Szew klinowo-łuskowy zaznaczony na czerwono.

Szew klinowo-łuskowy (łac. sutura sphenosquamosa) – szew czaszki łączący kość klinową z częścią łuskową kości skroniowej.
U człowieka przebiega na bocznej ścianie części mózgowej czaszki, łącząc skrzydło większe  kości klinowej (z przodu od kolca kości klinowej) z częścią łuskową kości skroniowej. Znajdujące się w okolicy górnej części tego szwu miejsce czaszki, będące połączeniem trzech lub czterech kości: czołowej, klinowej, skroniowej i ciemieniowej, stanowi punkt kraniometryczny nazywany pterion. W życiu płodowym i niemowlęcym znajduje się tu ciemiączko przednio-boczne (ciemiączko klinowe), zamykające się zwykle w ciągu pierwszego roku życia.